# Torquato da Luz
Torquato da Luz (Alcantarilha, Silves, 1943 — Lisboa, 24 de março de 2013) foi um poeta e jornalista português.

## Biografia

### Nascimento e formação
Nasceu em Alcantarilha, no concelho de Silves.
Frequentou a Universidade Católica Portuguesa, onde se formou em Ciências da Informação.

### Carreira profissional
Exerceu principalmente como jornalista, tendo colaborado no Diário de Lisboa, e sido colunista do jornal A Capital. Foi director dos periódicos Jornal Novo e a A Tarde, e do Canal 2 da Radiotelevisão Portuguesa. Também trabalhou como professor, tendo sido leccionado Deontologia da Comunicação em instituições de ensino superior. Foi membro do Conselho de Imprensa e da Alta Autoridade para a Comunicação Social.
Lançou a sua primeira obra em 1963, tendo no total publicado onze livros de poesia, tendo sido igualmente integrado em várias antologias. Mantinha um weblog, Ofício Diário, onde publicava textos de poesia e fotografias suas.
Figura nas seguintes recolhas de poesia, entre outras: "Vietname", Editorial Nova Realidade, coordenação de Carlos Loures e Manuel Simões, Porto, 1970; "Poesia 70" e "Poesia 71", Editorial Inova, Porto, selecções, respectivamente, de Egito Gonçalves/Manuel Alberto Valente e Fiama Hasse Pais Brandão/Egito Gonçalves, 1971 e 1972; "Caliban 3/4", edição e coordenação de J. P. Grabato Dias e Rui Knopfli, Lourenço Marques (actual Maputo), 1972; "800 Anos de Poesia Portuguesa", Círculo de Leitores, organização de Orlando Neves e Serafim Ferreira, 1973; "Algarve todo o mar", colectânea organizada por Adosinda Providência Torgal e Madalena Torgal Ferreira, Publicações Dom Quixote, Lisboa, 2005; "De Luz e de Sombra", antologia poética, Papiro Editora, 2008; "Os Dias do Amor", antologia organizada por Inês Ramos, edição Ministério dos Livros, 2009, e "Divina Música - Antologia de Poesia sobre Música", organização de Amadeu Baptista, Viseu, 2009.[carece de fontes?]

### Falecimento
Faleceu em 24 de Março de 2013, aos 69 anos de idade, na cidade de Lisboa, onde residia. O velório teve lugar no dia seguinte, na Igreja do Campo Grande, em Lisboa.

## Livros publicados
- "Os Poemas da Verdade", ed. Jornal do Algarve, 1963;
- "O Homem na Cidade", Prelo Editora, 1968, Lisboa, col.;
- "Voz Suspensa", ed. autor, Lisboa, 1970;
- "Lucro Lírico", Plexo Editora, Lisboa, 1973;
- "Choque de Alegria", Edições Margem, Lisboa, 1975;
- "A Porta da Europa", ed. Golden Books, Lisboa, 1978;
- "Destino do Mar", Edições Margem, Lisboa, 1991;
- "Deserto Próprio", ed. M. B. Maia de Loureiro, Lisboa, 1994;
- "Ofício Diário", Papiro Editora, Porto, 2007;
- "Por Amor e outros poemas", Papiro Editora, Porto, 2008.
- "Espelho Íntimo", Editora O Cão Que Lê, Braga, 2010.